# Notarius troschelii
Notarius troschelii és una espècie de peix de la família dels àrids i de l'ordre dels siluriformes.

## Morfologia
- Els mascles poden assolir els 52 cm de llargària total.[4]
- De color marró fosc o blavós en la part de darrerem i de color blanc platejat en els costats i el ventre. Les aletes són fosques.

## Distribució geogràfica
Es troba a la costa del Pacífic entre Mèxic i el Perú.

## Utilitat econòmica
Es comercialitza fresc.